# 馬市

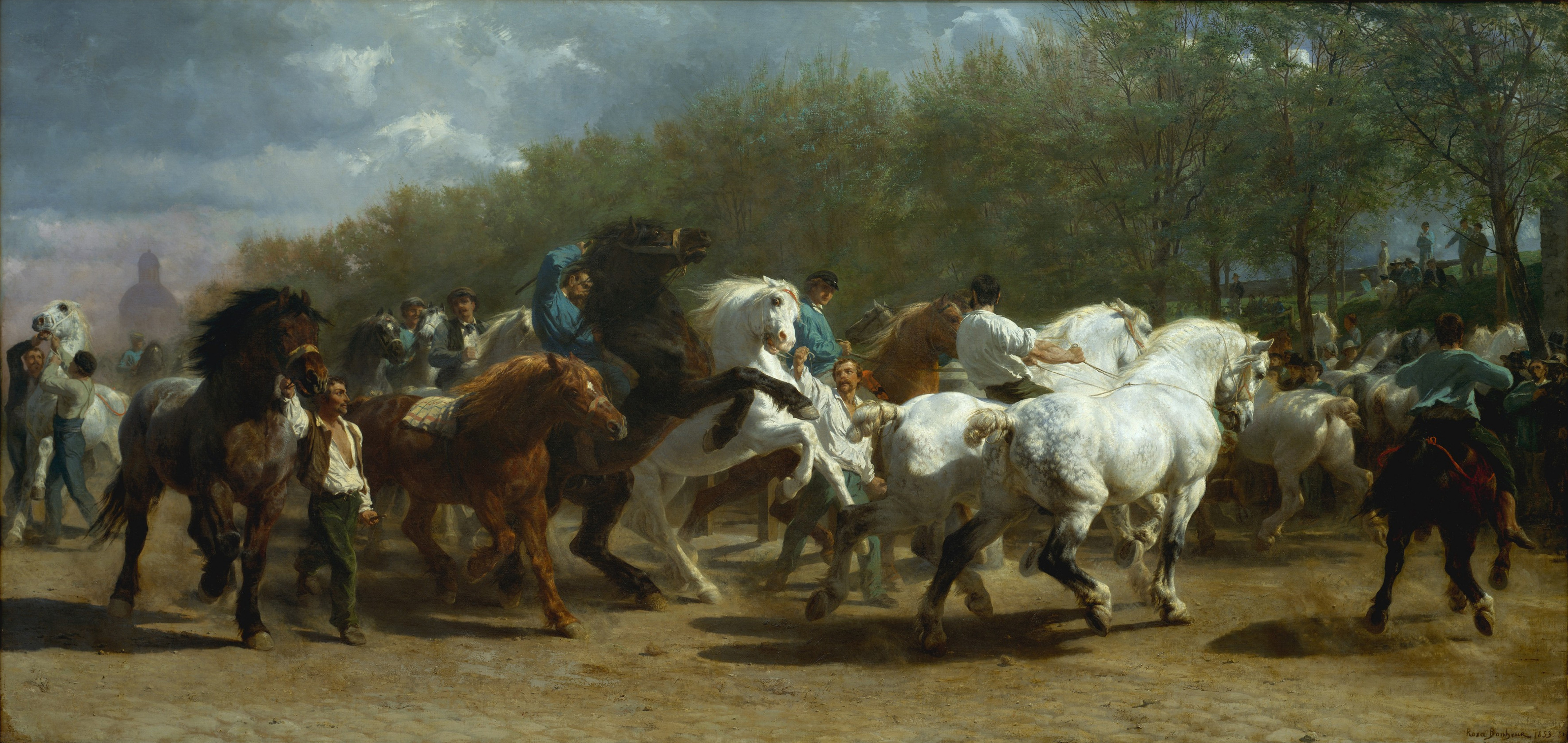
收藏於大都会艺术博物馆的馬市

馬市（The Horse Fair）是法国艺术家罗莎·博纳尔的一幅油画，于1852年開始創作，并于1853年首次在巴黎沙龙展出。这位艺术家在1855年又對該作品修補了一下。該作品尺寸為96.25英寸 × 199.5英寸（244.5 cm × 506.7 cm）。这幅画的內容是位於巴黎医院大道的马匹貿易市场裡面销售马匹的经销商。在畫面左侧背景中可以看到沙普提厄醫院。1887年，科尼利厄斯·范德比尔特二世向大都會藝術博物館捐赠這幅繪畫，此後馬市一直被大都会艺术博物馆收藏，並在812画廊展出。